# John Henry Lefroy

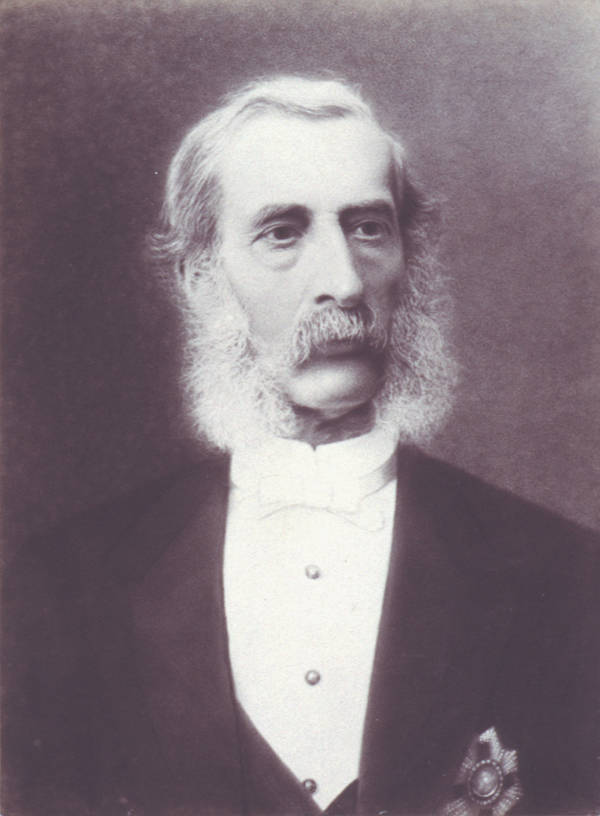
John Henry Lefroy

Sir John Henry Lefroy (* 28. Januar 1817 in Ashe, Hampshire; † 11. April 1890) war ein britischer Offizier, Wissenschaftler und Kolonialverwalter, der sich durch seine Studien des Erdmagnetismus auszeichnete.  

## Leben
Lefroy wurde in Ashe, Hampshire, England, geboren und trat 1834 als Leutnant in die Royal Artillery ein. Im Rahmen eines Regierungsprojekts zur Erforschung des terrestrischen Magnetismus leitete er ab 1839 das Observatorium auf St. Helena. Später übernahm er die Leitung des Toronto Magnetic and Meteorological Observatory in Kanada. Dort führte er von 1843 bis 1844 eine bedeutende Expedition durch, bei der er über 5000 Meilen in den Nordwesten Kanadas reiste und an mehr als 300 Stationen magnetische Messungen vornahm, um die geomagnetischen Aktivitäten Nordamerikas zu kartieren und den magnetischen Nordpol zu lokalisieren. 
Neben seinen wissenschaftlichen Leistungen war Lefroy von 1871 bis 1877 Gouverneur von Bermuda und von 1880 bis 1881 Tasmanien. Für seine Verdienste wurde er 1870 zum Companion des Order of the Bath (CB) und 1877 zum Knight Commander des Order of St Michael and St George (KCMG) ernannt. 
Sein Beitrag zur Wissenschaft und seine kolonialadministrativen Leistungen hinterließen ein bedeutendes Erbe, das in verschiedenen geografischen Benennungen wie dem Mount Lefroy in den kanadischen Rocky Mountains und der Gemeinde Lefroy in Ontario, Kanada, fortbesteht.